# Acantheis longiventris
Acantheis longiventris är en spindelart som beskrevs av Simon 1897. Acantheis longiventris ingår i släktet Acantheis och familjen Ctenidae. Inga underarter finns listade i Catalogue of Life.